# Capitan del Espacio
El Capitán del Espacio es un alfajor argentino creado en 1962 por una PYME ubicada en la ciudad bonaerense de Quilmes. La golosina ha ganado popularidad en la zona sur del Gran Buenos Aires principalmente, debido a su calidad y limitada distribución.

## Historia
El alfajor comenzó a producirse el 2 de febrero de 1962 en la localidad de Ezpeleta. Si bien el nombre original de la golosina era una palabra en árabe, el prospecto de la llegada del hombre a la Luna convenció a Ángel de Pascalis, su creador, de cambiar la denominación a «capitán del espacio». Durante el primer año, la fábrica se estableció en esta localidad y luego se trasladó a un espacio más amplio en Bernal Oeste. En sus primeros años, la producción de los alfajores Capitán del Espacio se llevaba a cabo de manera artesanal. Esta forma de producción se mantuvo durante una década hasta el 23 de diciembre de 1972, cuando la fábrica se mudó a su ubicación actual en Quilmes.
Aunque la tecnología y las maquinarias de elaboración evolucionaron a lo largo de los años, los dueños se esforzaron por mantener el gusto de los consumidores sin modificar el sabor y la calidad de los alfajores. Aunque se produjo una única exportación de los alfajores a Australia entre 1995 y 1996, la empresa decidió no continuar debido a la dificultad de garantizar la calidad de los productos durante el transporte, especialmente en relación con los rellenos de dulce de leche.

## Repercusión y legado
La filosofía de negocio de los fundadores contribuyó a que el Capitán del Espacio se convirtiera en un producto escaso y codiciado. En lugar de buscar una producción masiva se centraron en una distribución limitada, lo que provocó que los consumidores de otras regiones, como la Ciudad Autónoma de Buenos Aires y la zona norte, se aventuraran a buscarlo en kioscos sin éxito, generando así mapas elaborados por los propios consumidores y grupos en redes sociales para compartir información sobre su disponibilidad.
El impacto cultural del Capitán del Espacio se puede apreciar en diversos aspectos de la sociedad argentina. Su logo, conformado por el dibujo de un niño astronauta, ha protagonizado grafitis, tatuajes y ha sido utilizado como inspiración para la creación de tortas, helados y cervezas. Personalidades destacadas, como el Papa Francisco y el futbolista Kun Agüero, han manifestado su admiración por este alfajor.
Hoy en día, el Capitán del Espacio cuenta con una sólida comunidad de seguidores en Facebook con más de 100 mil miembros. Incluso se han creado productos de merchandising no oficiales, como muñecos con el logo de la marca. En 2018, tres cervecerías artesanales se unieron para elaborar una cerveza con sabor a Capitán del Espacio.
A 2012 la fábrica empleaba a aproximadamente 50 trabajadores, quienes se convirtieron en herederos del establecimiento y la marca tras la muerte de Pascalis.

## Regulaciones y cambios en el empaque
El empaque del Capitán del Espacio debió ser modificado debido a la nueva ley de etiquetado frontal aprobada en la Argentina en 2021. El artículo 9, inciso C, de esta ley prohíbe la inclusión de personajes infantiles en las etiquetas de los productos alimentarios, lo cual afectó al empaque tradicional de los alfajores Capitán del Espacio, debiendo reemplazar el clásico logo del Capitán del Espacio por otro sin la imagen del niño astronauta.